# Empusa hedenborgii
Empusa hedenborgii es una especie de mantis de la familia Empusidae.

## Distribución geográfica
Se encuentra en Sudán.